# Mount Dobrynin
Mount Dobrynin (russisch Гора Добрынина Gora Dobrynina) ist ein 1970 m hoher Berg im antarktischen Königin-Maud-Land. Auf der Ostseite des Alexander-von-Humboldt-Gebirges im Wohlthatmassiv ragt er 1,5 km ostsüdöstlich des Eidsgavlen auf.
Entdeckt und anhand von Luftaufnahmen grob kartiert wurde der Berg bei der Deutschen Antarktischen Expedition 1938/39 unter der Leitung des Polarforschers Alfred Ritscher. Weitere Kartierungen folgten anhand von Vermessungen und Luftaufnahmen bei der Dritten Norwegischen Antarktisexpedition (1956–1960) und durch Teilnehmer einer sowjetischen Antarktisexpedition (1960–1961). Letztere benannte den Berg nach dem sowjetischen Geographen Boris Fedorowitsch Dobrynin (1885–1951). Die russische Benennung übertrug das Advisory Committee on Antarctic Names 1970 ins Englische.